# Carlo Martinenghi
Carlo Martinenghi (Baveno, 28 giugno 1893 – Milano, 7 settembre 1954) è stato un mezzofondista e siepista italiano.
Primo detentore del titolo italiano sui 10 000 metri nel 1913 prese parte, sette anni dopo, ai Giochi olimpici di Anversa. Qui prese parte alle gare dei 1500 e 5000 metri e dei 3000 metri siepi, ma in nessuna di queste specialità riuscì a raggiungere la finale. Si piazzò invece quinto nei 3000 metri a squadre, insieme a Ernesto Ambrosini, Carlo Speroni e Augusto Maccario.
Nel 1924 partecipò ai Giochi di Parigi, dove conquistò la settima posizione nella corsa campestre.

## Palmarès
| Anno | Manifestazione  | Sede    | Evento               | Risultato     | Prestazione | Note |
| ---- | --------------- | ------- | -------------------- | ------------- | ----------- | ---- |
| 1920 | Giochi olimpici | Anversa | 1500 metri           | elim. qualif. | n/d         |      |
| 1920 | Giochi olimpici | Anversa | 5000 metri           | elim. qualif. | dnf         |      |
| 1920 | Giochi olimpici | Anversa | 3000 metri siepi     | elim. qualif. | dnf         |      |
| 1920 | Giochi olimpici | Anversa | 3000 metri a squadre | 5º            | n/d         |      |
| 1924 | Giochi olimpici | Parigi  | Cross                | 7º            | 37'01"0     |      |
| 1924 | Giochi olimpici | Parigi  | Cross a squadre      | dnf           | dnf         |      |

## Campionati nazionali
- 1 volta campione italiano assoluto dei 10 000 metri (1913)

1913
- Oro ai campionati italiani assoluti, 10 000 metri - 34'05"3/5
- Bronzo ai campionati italiani assoluti, 5000 m piani

1914
- Bronzo ai campionati italiani assoluti di atletica leggera, corsa campestre - 27'49"0

1921
- Oro ai campionati italiani di corsa campestre - 31'01"
- Argento ai campionati italiani assoluti di atletica leggera, 10000 m piani - 33'05"2/5

1922
- Argento ai campionati italiani assoluti, 10000 m piani - 33'44"0
- Argento ai campionati italiani di corsa campestre

## Altre competizioni internazionali
1914
- Oro al Cross country dei 7 campanili ( Cavaria con Premezzo)